# Protocreopsis pertusa
Protocreopsis pertusa är en svampart som först beskrevs av Narcisse Theophile Patouillard, och fick sitt nu gällande namn av Samuels & Rossman 1999. Protocreopsis pertusa ingår i släktet Protocreopsis och familjen Bionectriaceae.   Inga underarter finns listade i Catalogue of Life.